# Полковник Таслаково
Полковник Таслаково е село в Североизточна България. То се намира в община Дулово, област Силистра.